# هری هولم
هری هولم (دانمارکی: Harry Holm; ۱۴ سپتامبر ۱۹۰۲ – ۲۵ دسامبر ۱۹۸۷) ژیمناست هنری اهل دانمارک بود.